# Emma Tennant
Pour les articles homonymes, voir Tennant.
Emma Christina Tennant FRSL (20 octobre 1937 - 21 janvier 2017) est une romancière et éditrice anglaise d'origine écossaise, connue pour une approche post-moderne et sa fiction, souvent imprégnée de fantaisie ou de magie. Plusieurs de ses romans donnent une touche féministe ou onirique à des histoires classiques, comme Two Women of London : The Strange Case of Ms Jekyll and Mrs Hyde (d'après Robert Louis Stevenson, The Strange Case of Dr. Jekyll and Mr. Hyde). Elle a également publié sous le nom de Catherine Aydy.

## Jeunesse
Tennant est d'origine écossaise, la fille de Christopher Grey Tennant, 2e baron Glenconner, et d'Elizabeth, Lady Glenconner (née Powell) . Elle se souvient de son père comme d'un mélange de rage et de bienveillance. Elle est la nièce d'Edward Wyndham Tennant et de Stephen Tennant, et la demi-sœur de Colin Tennant, plus tard troisième baron Glenconner, issu du premier mariage de son père.
Née à Londres, elle passe les années de la Seconde Guerre mondiale dans le faux manoir gothique de la famille The Glen, dans le Peeblesshire . Ses parents sont régulièrement absents, tandis que The Glen "est l'endroit le plus étrange possible. Je n'ai connu aucun autre monde jusqu'à l'âge de neuf ans". La famille s'est ensuite réinstallée à Londres. Tennant fait ses études à la St Paul's Girls' School, mais part à l'âge de 15 ans. Elle passe quelque temps dans une école de fin d'études à Oxford, étudiant les langues et l'histoire de l'art, et une année à Paris à l'École du Louvre .

## Carrière
Tennant travaille comme rédactrice de voyage pour le magazine Queen et rédactrice en chef pour Vogue . Son premier roman, La Couleur de la pluie, est publié sous un pseudonyme à l'âge de 26 ans. Proposée au Prix d'Espagne Formentor, la réponse du président du jury, le romancier italien Alberto Moravia lui fait souffrir du blocage de l'écrivain pendant quelques années. Selon Tennant, il « a jeté mon livre dans une corbeille à papier et a déclaré : « Ce livre représente la décadence de la culture britannique contemporaine » ,. Ce n'est qu'en 1973 que son deuxième roman, Le Temps du crack, est publié pour la première fois. Entre 1975 et 1979, elle édite une revue littéraire, Bananes, qui contribue à lancer la carrière de plusieurs jeunes romanciers. Elle est l'éditrice de la série Viking Lives of Modern Women .
Un grand nombre de livres de Tennant suivent: thrillers, livres pour enfants, fantasmes et plusieurs révisionnistes de romans classiques, notamment une suite de Orgueil et Préjugés intitulée Pemberley. Des années plus tard, elle commence à traiter de sa propre vie dans des livres tels que Girlitude et Burnt Diaries (tous deux publiés en 1999), dont le second détaille sa liaison avec Ted Hughes . "Il était si étrange - pour le moins", a-t-elle écrit. The French Dancer's Bastard, qui raconte la vie d'Adèle, la fille de Mr Rochester de Jane Eyre, parait en octobre 2006. L'Autobiographie de la reine, écrite avec Hilary Bailey, est publiée en octobre 2007.

## Vie privée
Tennant se marie quatre fois, notamment avec le journaliste et auteur Christopher Booker entre 1963 et 1968 et l'écrivain politique Alexander Cockburn entre le 13 décembre 1968 et 1973. Elle a un fils et deux filles. Son fils, issu de son premier mariage, est l'auteur Matthew Yorke. Sa fille aînée Daisy, issue de son mariage avec Cockburn, enseigne la technique Alexander. Sa fille cadette Rose Dempsey, issue d'une relation avec l'éditeur Michael Dempsey, travaille pour les Serpentine Galleries . Militante de longue date du Parti travailliste, elle épouse en avril 2008 son partenaire de 33 ans, Tim Owens, affirmant que ce n'est pas, ou pas seulement, pour les politiques fiscales mises en place par le gouvernement de Gordon Brown .
Emma Tennant est décédée le 21 janvier 2017 dans un hôpital de Londres d'une atrophie corticale postérieure, une forme de la maladie d'Alzheimer ,.